# Zoltán Urbankovics
Zoltán Urbankovics – węgierski zapaśnik walczący w stylu klasycznym.
Szósty w Pucharze Świata w 1994 roku. Wicemistrz Węgier w 1992 i 1994; trzeci w 1986, 1987, 1989, 1991 i 1993 roku.